# 并州运业有限公司
并州运业有限公司（简称并州运业）总部设在山西省太原市。公司成立于1994年3月，由太原人郝建文投资创建，目前是山西省规模最大的民营客运企业。
至2006年底，公司实际自有大型客车178辆（不含子公司），共完成客运量297．5万人次，完成客运周转量53550万人公里。